# 314988 Sireland
314988 Sireland este un asteroid din centura principală de asteroizi.

## Descriere
314988 Sireland este un asteroid din centura principală de asteroizi. A fost descoperit pe 13 decembrie 2006 la Mauna Kea de David D. Balam. Asteroidul prezintă o orbită caracterizată de o semiaxă mare de 3,05 ua, o excentricitate de 0,09 și o înclinație de 9,9° în raport cu ecliptica.